# Steen Madsen (fodboldspiller)
Steen Kirkevang Madsen (født 1. april 1948) er en dansk fodboldspiller og -træner.
Michael Madsen er Steen Madsens søn.

## Spillerkarriere
Steen Madsen var divisionsspiller for Vanløse IF i 1970'erne. Han var med at vinde vandt DBUs Landspokalturnering i DBUs Landspokalturnering i 1973/74-sæsonen med en finalesejr over Odense Boldklub med cifrene 5-2. Et halvt år efter pokaltitlen var han med til at sikre Vanløse IF oprykning til landets daværende bedste fodboldrække (1. division) ved at vinde landets daværende næstebedste række, 2. division, i 1974-sæsonen og 3. division øst sæsonen forinden.

## Trænerkarriere
Tekst mangler, hjælp os med at skrive teksten